# 松原深海鰩
松原深海鰩（學名：Bathyraja matsubarai），為軟骨魚綱鰩目單鰭鰩科深海鰩屬的一種，分布於西北太平洋日本北部外海及鄂霍次克海海域，深度120至2000公尺，本魚吻端短且鈍，身體兩側呈深紫褐色；眼球與氣門等長，眶間隙光滑，頸部及尾部皆有一列刺，體長可達126公分，棲息在深海沙泥底質海域，為底棲性魚類，卵生，雌魚會產下長方形帶有角的卵囊，通常成對出現，幼魚可能會跟隨大的個體，屬肉食性，生活習性不明。